# Гюстров
Гюстров (нім. Güstrow) — місто в Німеччині, розташоване в землі Мекленбург-Передня Померанія. Адміністративний центр району Росток.
Площа — 70,86 км2. Населення становить 28 999 ос. (станом на 31 грудня 2020).
Ґюстров відомий своїм замком, добре збереженим старим містом з багатьма цінними будівлями та кафедральним собором з Янголом, що летить («Schwebende» Ернста Барлаха. Кафедральна школа Ґюстрова, заснована в 1236 році, є однією з найстаріших шкіл у німецькомовному світі. З 1991 року в місті також знаходиться Університет прикладних наук державного управління, поліції та управа землі Мекленбург-Передня Померанія.

## Галерея

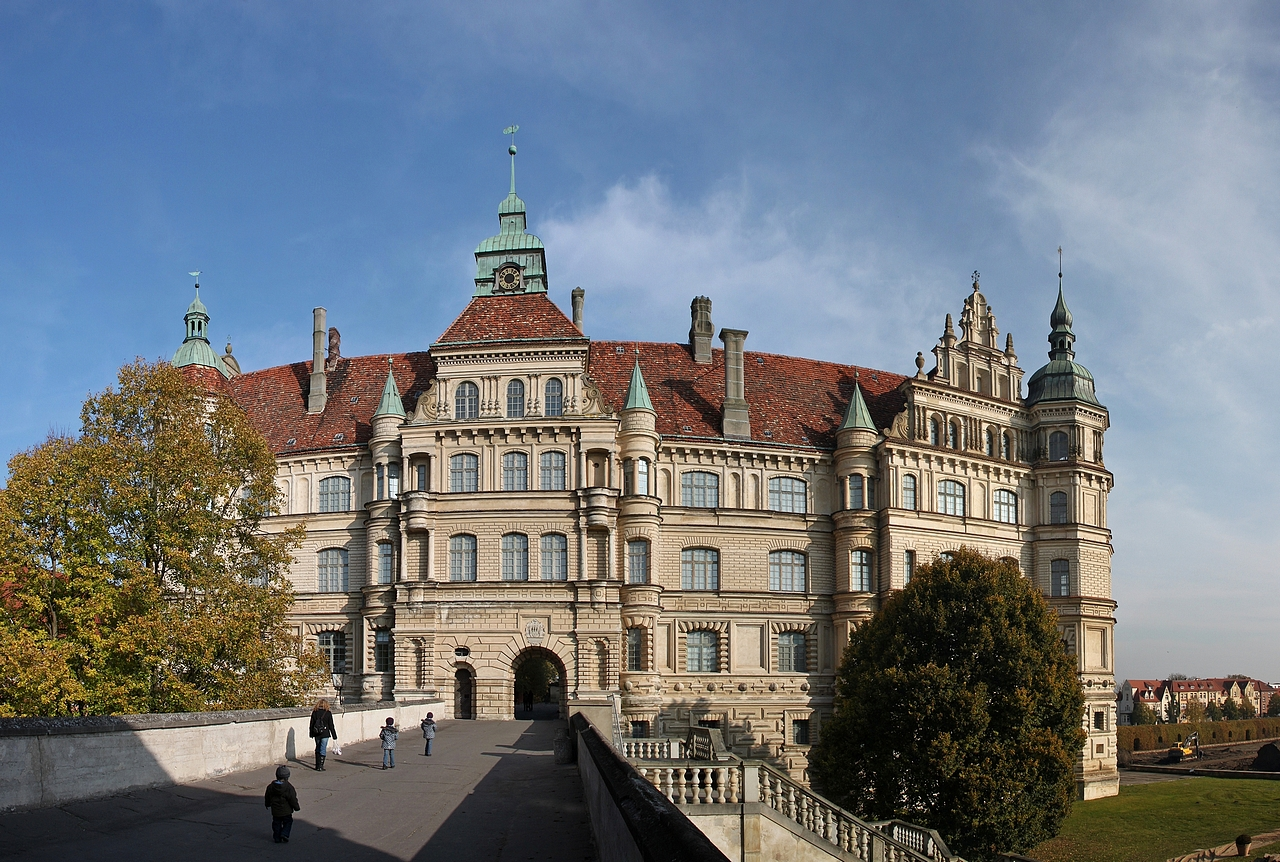
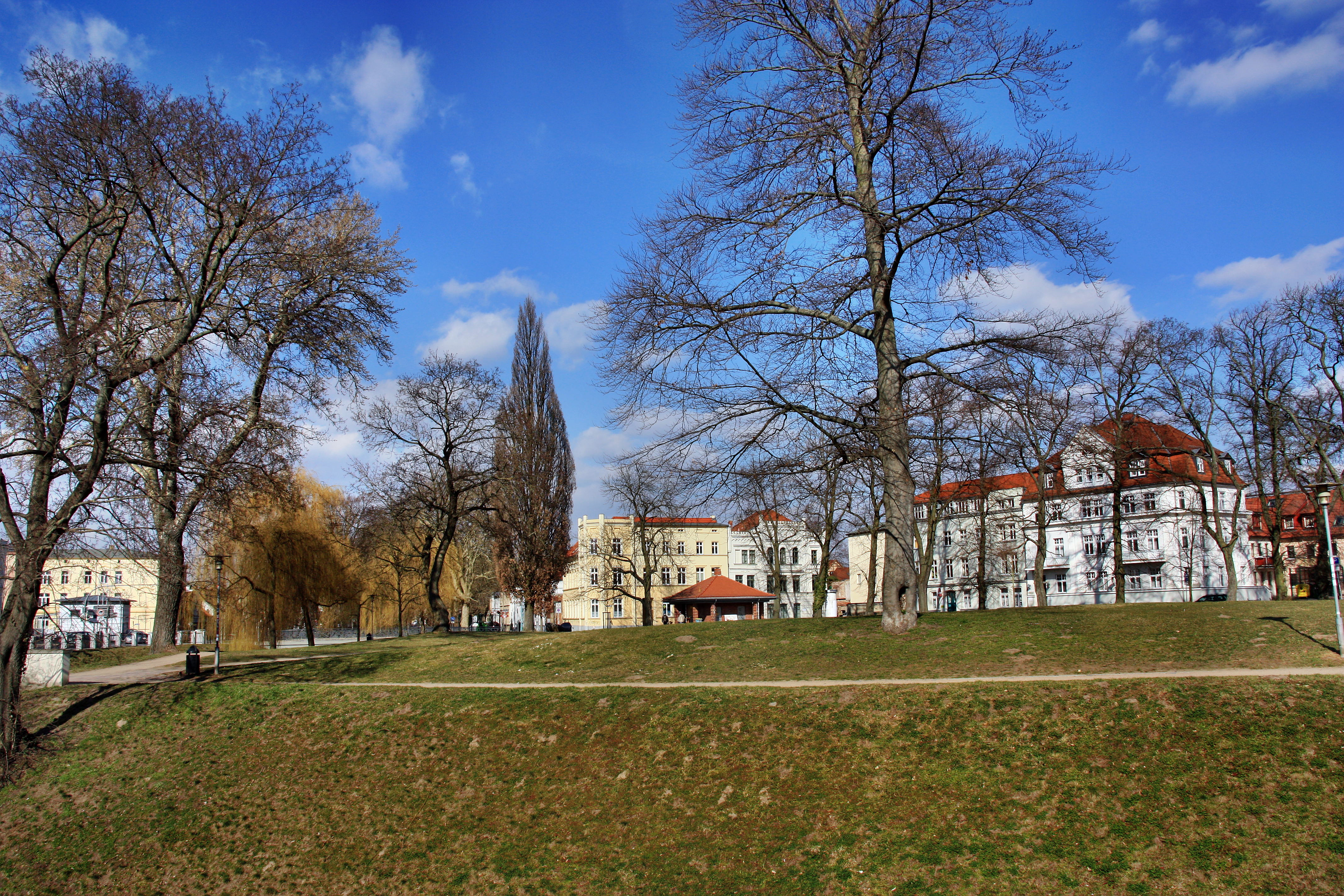
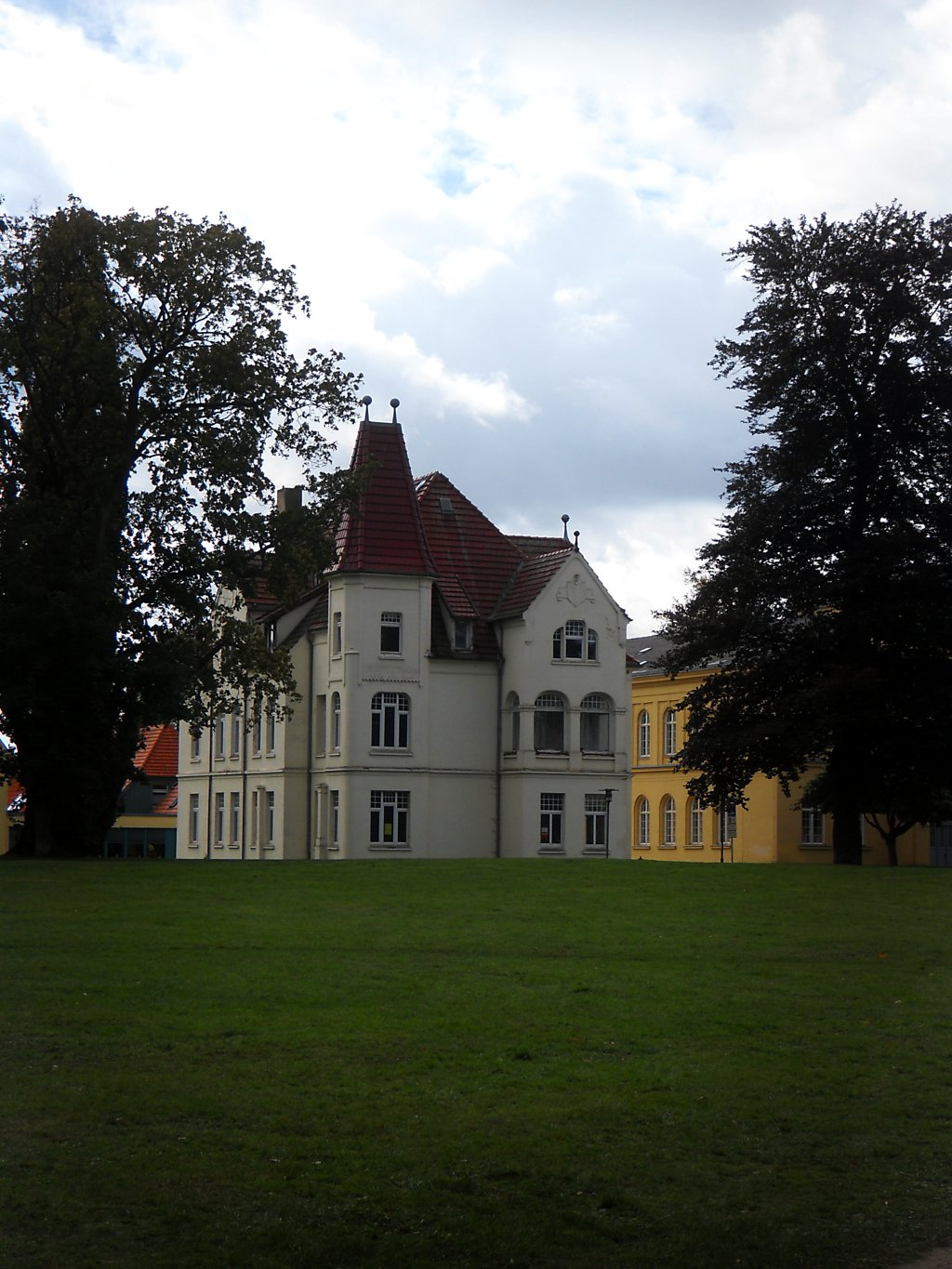
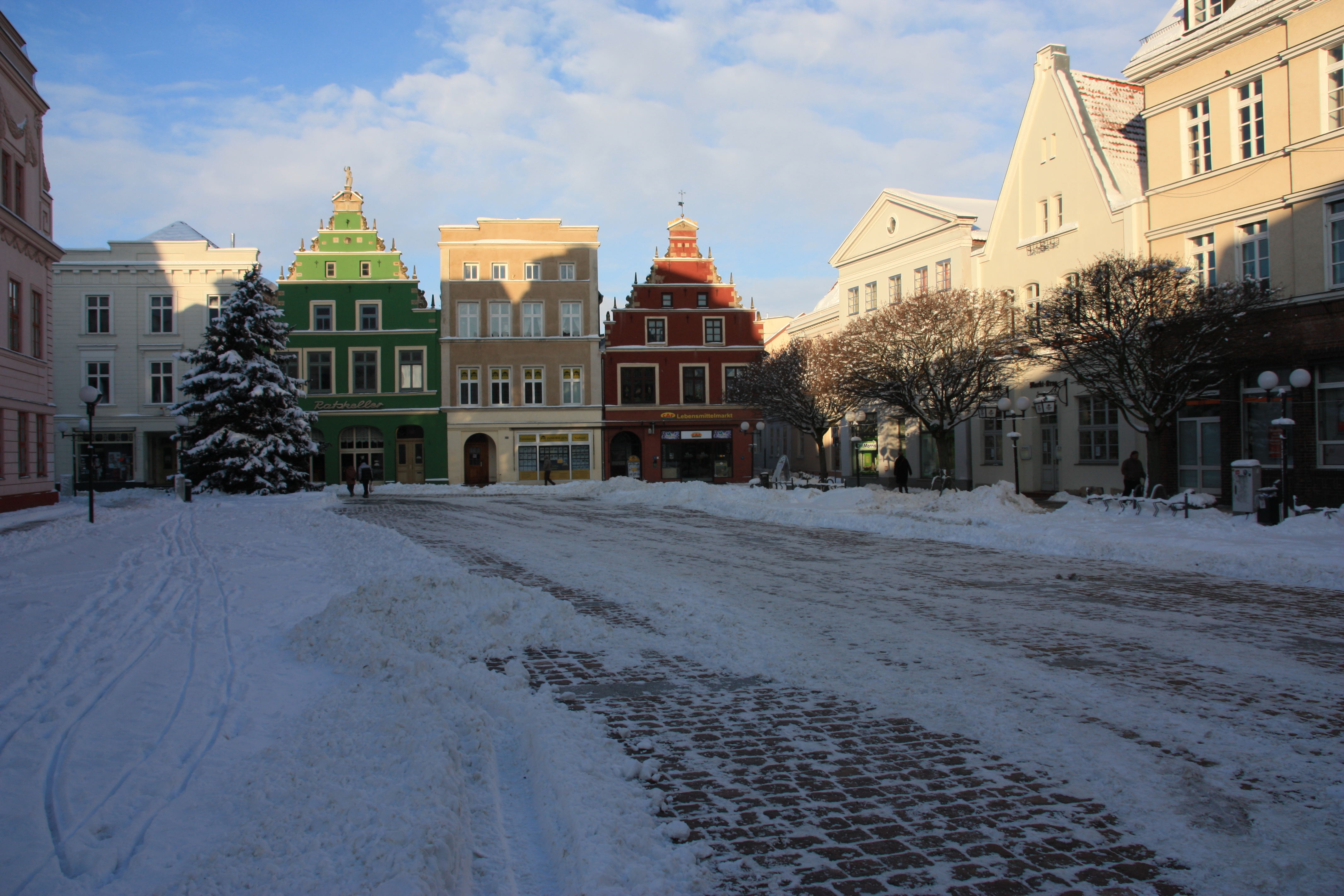
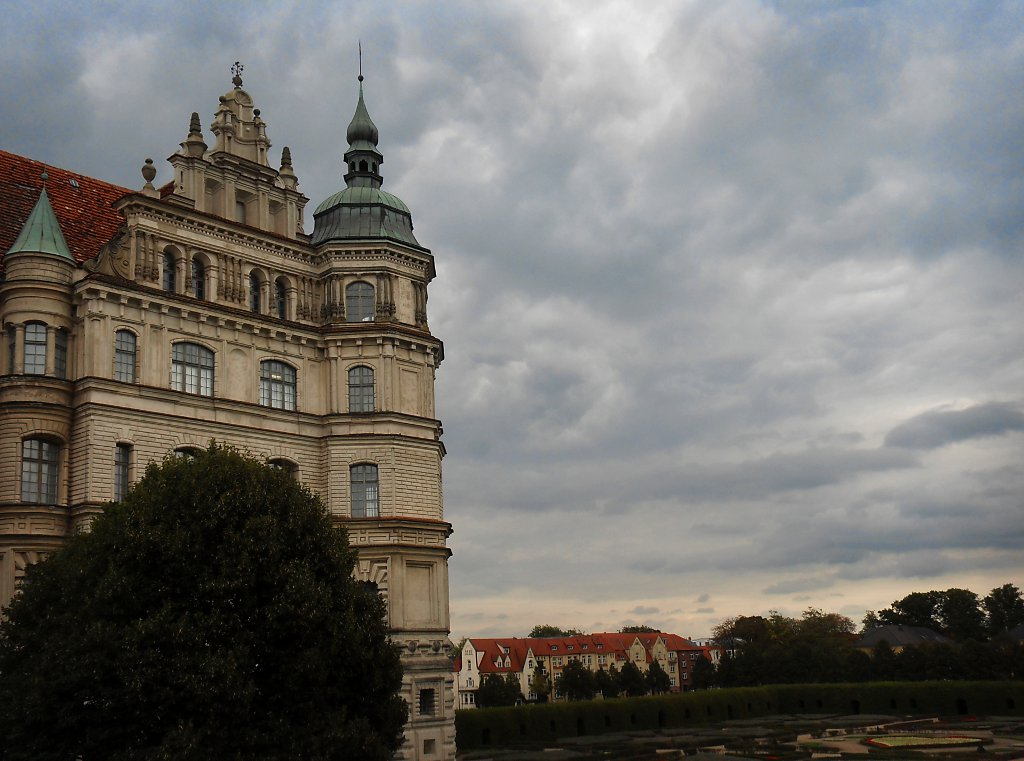
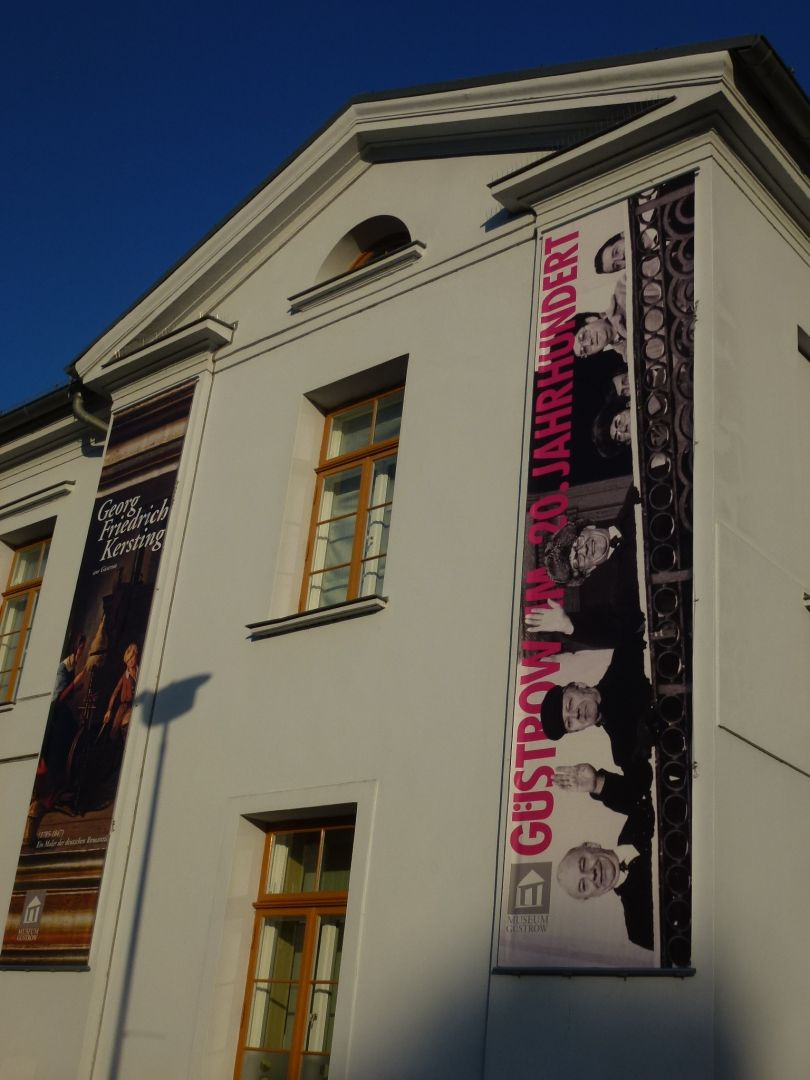